# Some Prefer Cake
Pour plus de détails, voir Fiche technique et Distribution.
Some Prefer Cake (littéralement : Certains préfèrent les cakes) est un film américain réalisé par Heidi Arnesen sorti en 1998.

## Fiche technique
- Titre : Some Prefer Cake
- Réalisateur : Heidi Arnesen
- Scénario : Jeannie Kahaney
- Montage : Heidi Arnesen
- Producteur :
- Société :
- Langue : Anglais
- Format : Couleurs
- Genre : Comédie dramatique, romance saphique
- Durée : 94 minutes (1 h 34)
- Pays de production :  États-Unis
- Lieux de tournage : San Francisco, Californie, États-Unis
- Date de sortie :
  - États-Unis : 12 juin 1998
  - France 5 octobre 2009 (sortie DVD)

## Distribution
- Kathleen Fontaine : Kira Bergen
- Tara Howley : Sydney Korel
- Desi del Valle : Robin
- Leon Acord : Devon
- Machiko Saito : Katie
- Tammy Dubose : Susie
- John Flaa : Greg
- Mimi Gonzalez : Cory Bergen
- David Schendel : James
- DeVone Minters : Stirland
- Pola Mazur : Femme wasabe
- Doug Holsclaw : Chip
- Julia Jackson : Comédien 1
- Mary Jo Mrochinski : Mrs Brooks
- Andrew Hartley : Steve